# Helichrysum melaleucum
Helichrysum melaleucum é uma espécie de planta com flor pertencente à família Asteraceae. 
A autoridade científica da espécie é Rchb. ex Holl, tendo sido publicada em Flora 13(1): 382. 1830.

## Portugal
Trata-se de uma espécie presente no território português, nomeadamente no Arquipélago da Madeira.
Em termos de naturalidade é endémica da região atrás referida.

## Protecção
Não se encontra protegida por legislação portuguesa ou da Comunidade Europeia.